# Реджон Рондо
Реджон П'єр Рондо (нар. 22 лютого 1986, Луїсвілл, Кентуккі, США) — американський професійний баскетболіст, захисник. Почав професійну кар'єру в «Бостон Селтікс» з перемоги у чемпіонаті НБА в 2008 році. Займає четверте місце в історії Селтікс за передачами і третє за перехопленнями. Рондо недовгий час грав за «Даллас Маверікс» у сезоні-2014/15 до переходу в «Сакраменто Кінгз» у 2015 році.
Рондо грав два роки в Кентуккі Вайлдкейтс, перш ніж був вибраний 21-м номером «Фінікс Санз» на драфті 2006 року. Згодом був обміняний до Селтікс, де зіграв роль другого плану у своєму дебютному сезоні. У 2004 році увійшов до символічної збірної кращих гравців чемпіонату США серед школярів, в 2007 році був включений в другу збірну новачків НБА, в 2009 і 2010 роках був включений відповідно до другої та першої збірних всіх зірок захисту НБА. У квітні 2024 року закінчив професійну кар'єру.

## Раннє життя
Рондо народився 22 лютого 1986 року в Луїсвіллі, штат Кентуккі. Він мало спілкувався зі своїм батьком, який покинув сім'ю, коли йому було сім років. Щоб прогодувати сім'ю, мати працювала в тютюновій компанії «Філіп Морріс». Рондо спочатку займався американським футболом, але мати переконала його займатися баскетболом.

## Шкільна кар'єра
Після того, як Рондо став серйозно ставитися до баскетболу, він грав за Східну середню школу протягом трьох років, де його тренером був Дуг Біббі. Під час свого першого року в Східній середній школі, він набирав в середньому 27,9 очок, 10,0 підборів і 7,5 передач, за що отримав багато нагород. Далі він перейшов до Академії Оук Гілл, де набирав в середньому 21,0 очок, 3,0 підборів і 12,0 передач в середньому за гру. 2004 році Рондо загалом набрав 14 очок, 4 передачі та 4 підбирання у Матчі всіх зірок. 2004 року також брав участь в Jordan Capital Classic Game. Закінчив свою кар'єру в школі, як лідер передач за один сезон з 494 передачами.

## Професійна кар'єра

### Бостон Селтікс (2006—2014)

#### Дебютний сезон
Під час свого дебютного сезону в НБА, Рондо грав допоміжну роль. Він виходив в старті лише у 25 іграх цього сезону через серйозну конкуренцію з Себастіаном Телфером. Дебютував в регулярному чемпіонаті НБА 1 листопада 2006 року, в домашньому матчі проти «Нью-Орлеан Горнетс». Вийшовши на заміну, він зумів набрати 23 очки проти «Торонто Репторз», і записати на своє ім'я перший у кар'єрі дабл-дабл у програшному матчі проти «Вашингтон Візардс». Після того Рондо почав більше виходити в старті, його гра стала кращою і більш стабільною. Його статистика покращувалась і в матчі проти «Сан-Антоніо Сперс» зробив 14 підбирань та 7 перехоплень проти «Індіана Пейсерс»). У середині сезону Рондо увійшов до Збірної новачків НБА. Він закінчив сезон з показником 6,4 очок, 3,8 передач та потрапив в  десятку кращих в НБА за перехопленнями (128), а також в десятку кращих серед новачків і в ряді інших категорій. «Селтікс» завершили сезон з статистикою 24 перемоги та 58 поразок і не змогли вийти в плей-офф.

#### Переможний сезон 2007/08

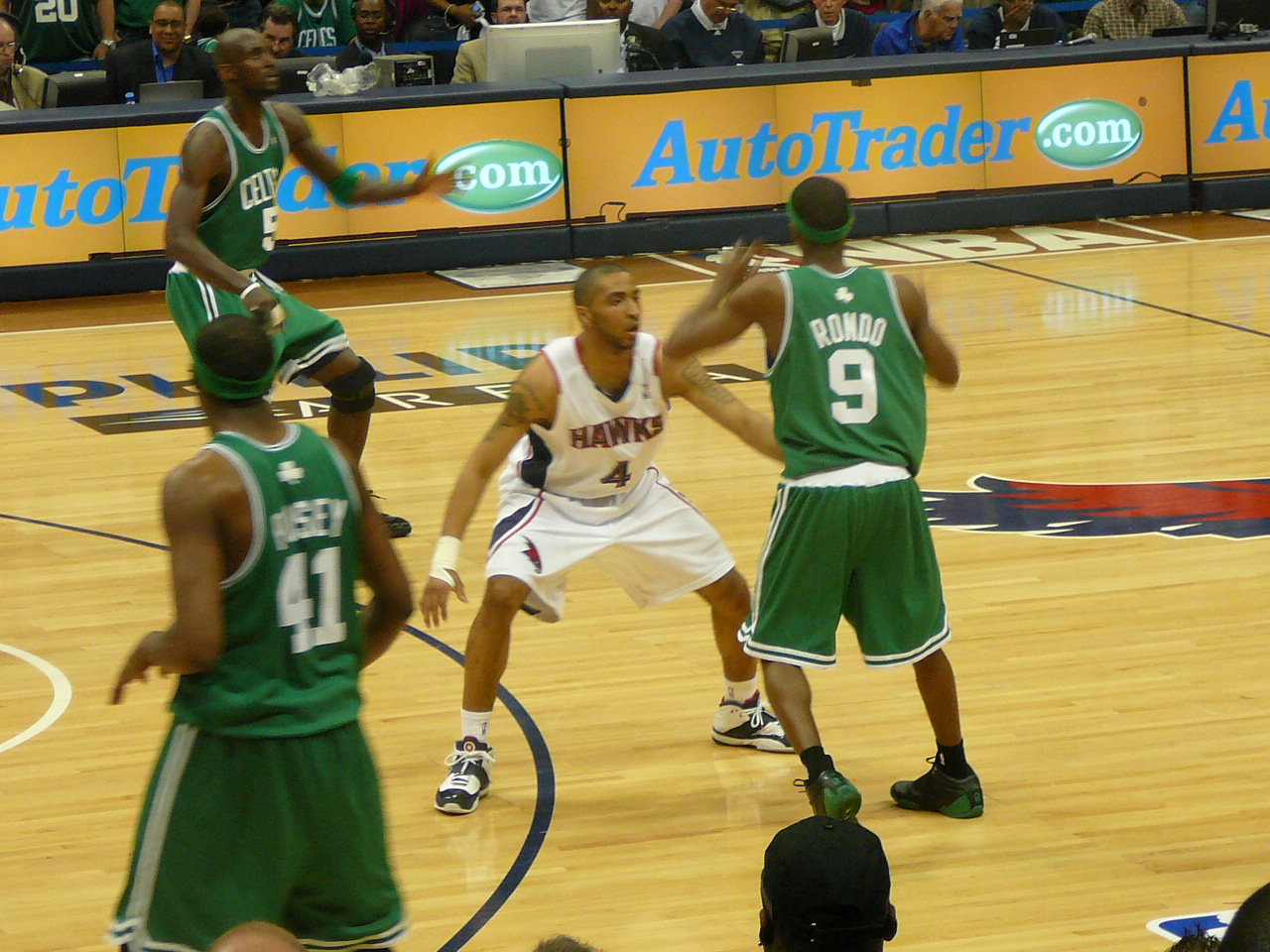
Рондо під час 4 гри плей-офф проти Атланти Гокс, 2008.

Після того, як Телфер та Вест були продані в міжсезонні сезону 2007-08, Рондо забезпечив собі місце в стартовому складі, граючи в кожній грі. Будучи в оточені таких зірок як Кевін Гарнетт, Пол Пірс і Рей Аллен, він швидко став стабільним гравцем. У своїх 77 іграх, він в середньому набрав 10,6 очок, 5,1 передач і 4,2 підбирань за гру. У грі проти «Нью-Джерсі Нетс», Рондо переніс травму нижньої частини спини в кінці третьої чверті і був вимушений пропустити наступні 4 гри. Але він успішно повернувся після травми і, вийшовши стартовому складі, допоміг команді здобути перемогу над «Нью-Йорк Нікс». Під час перерви, він був обраний, щоб грати в Матчі усіх зірок НБА. Після цієї гри, Рондо поставив рекорд у своїй кар'єрі, віддавши 16 передач в домашньому матчі проти «Шарлотт Бобкетс». Незважаючи на непоганий сезон, було багато розмов про необхідність у новому трансфері для Бостона. У березні «Селтікс» підписали ветерана-розігруючого Сема Кассела як вільного агента. Після регулярного сезону, Рондо потрапив до першої п'ятірки найбільш прогресуючих гравців року. Рондо дебютував в плей-офф 20 квітня 2008 року проти «Атланта Гокс» і закінчив гру з показниками 15 очок, 9 передач, 2 перехоплення. «Селтікс» завершили серію в семи іграх, обігравши «Клівленд» в наступному раунді, а потім здобули перемогу над «Пістонс» у фіналі Східної конференції. У фіналі проти «Лос-Анджелес Лейкерс», Рондо досяг кращого результату в Плей-офф (16 передач у другій грі). У третьому матчі фіналу, Рондо отримав травму і був змушений покинути гру в третій чверті. Але травма щиколотки не завадила Рондо зіграти в четвертій грі. У шостій грі, розігруючий зробив 6 перехоплень, а «Селтікс» здобули перемогу над «Лейкерс» 4-2 і Рондо отримав свій перший чемпіонський перстень.

### Даллас Маверікс (2014—2015)
18 грудня 2014 року, був обміняний разом з Дуайтом Пауеллом до Даллас Маверікс на Джея Краудера, Джаміра Нельсона та Брендона Райта, а також на драфт-пік першого раунду драфту 2015 та другого раунду драфту 2016. Через два дні він дебютував за «Маверікс» проти «Сан-Антоніо Сперс». Всього за 34 хвилини гри, набрав 6 очок, 7 підбирань, 9 передач і 2 перехоплення. 2 січня 2015 року, через два тижні після обміну до Далласа, повернувся до Бостона, де його зустріли бурхливими оваціями. Матч він закінчив найкращим гравцем, а команда здобула перемогу з рахунком 119—101. Рондо також мав найкращу статистику, зробивши 5 триочкових, 6 підбирань і 5 передач.
19 лютого 2015 року, Рондо повернувся у стрій після пропуску шести ігор через травму носа і перелома виличної кістки, яку отримав 31 січня, після випадкового зіткнення коліном в обличчя товариша по команді Річарда Джефферсона. 22 квітня він вибув на невизначений термін через травму спини, отриманої в грі проти Х'юстон Рокетс.

### Сакраменто Кінґс (2015—2016)
13 липня  2015 Рондо підписав однорічну угоду з «Сакраменто Кінґс». Дебютував за «Королів» проти «Лос-Анджелес Кліпперс» 28 жовтня, набравши 4 очки, 7 підбирань і 4 передачі, але команда програла з рахунком 111—104. Вже в наступному матчі Рондо продемонстрував свій талант, набравши 21 очко та 8 передач, та допоміг здобути перемогу 132—114 над «Лос-Анджелес Лейкерс». 23 січня 2016 року записав свій п'ятий тріпл-дабл у сезоні з перевагою в 11 очок, 10 підбирань і 10 передач в переможному матчі над «Індіана Пейсерс».

### Чикаго Буллз (2016—2017)
7 липня 2016 року підписав контракт з «Чикаго Буллз». Дебютував за «Биків» 27 жовтня, набравши 4 очки, 6 підбирань, 9 передач і 2 перехоплення, в переможному матчі проти Бостон Селтікс. 29 жовтня 2016 року набрав 6 очок, 3 підбори і 13 результативних передач і одне перехоплення за 25 хвилин.